# بخش مک کین (شهرستان لیکینگ، اوهایو)
بخش مک کین (به انگلیسی: McKean Township) یک منطقهٔ مسکونی در ایالات متحده آمریکا است که در شهرستان لیکینگ، اوهایو واقع شده‌است.
 بخش مک کین ۶۶٫۷۲ کیلومتر مربع مساحت و ۱٬۵۲۳ نفر جمعیت دارد و ۳۷۲ متر بالاتر از سطح دریا واقع شده‌است.